# Mobiltelefonisystem D
MTD (förkortning för Mobiltelefonisystem D) var ett svenskt manuellt mobiltelefonisystem för frekvensbandet 450 MHz. Det introducerades år 1971 och var i drift till år 1987, när det automatiska systemet NMT hade gjort MTD omodernt. MTD-nätet hade som mest 20 000 abonnenter, samt 700 anställda telefonister.
MTD användes även i Danmark. År 1976 anpassades det norska telefonisystemet OLT till att innefatta UHF-banden som användes i MTD. Detta möjliggjorde roaming inom Skandinavien.
Det första mobiltelefonisystemet i Sverige var MTA (Mobiltelefonsystem A), som användes under åren 1956 till 1967.  Det var automatiskt, använde frekvensbandet 160 MHz och fanns i Stockholm och Göteborg. Sändardelen hade nummerskiva, och var rörbaserad och därmed skrymmande. MTA hade 125 abonnenter. Det andra systemet, MTB (Mobiltelefonisysten B) hade transistoriserade sändenheter, och var i drift under åren 1962 till 1983 med runt 600 abonnenter.  Det använde frekvensbanden 76-77,5 samt 81-82,5 MHz och var även tillgängligt i Malmö. Systemet MTC (Mobiltelefoni C), senare kallat NMT, skulle ha ersatt MTB, men då standardiseringen inom de nordiska länderna dröjde introducerades MTD i väntan på det.
| System | År                                 | Frekvenser                         | Abonnenter                         | Täckningsområde                    | Noteringar                         |
| ------ | ---------------------------------- | ---------------------------------- | ---------------------------------- | ---------------------------------- | ---------------------------------- |
| MTA    | 1956-1967                          | 160 MHz                            | 125                                | Göteborg, Stockholm                | Rörbaserat med nummerskiva         |
| MTB    | 1962-1983                          | 76,0-77,5 ; 81,0-82,5 MHz          | 600                                | Göteborg, Stockholm, Malmö         | Transistoriserat                   |
| MTC    | Drog ut på tiden och blev NMT 1981 | Drog ut på tiden och blev NMT 1981 | Drog ut på tiden och blev NMT 1981 | Drog ut på tiden och blev NMT 1981 | Drog ut på tiden och blev NMT 1981 |
| MTD    | 1971-1987                          | 450 MHz                            | 20 000                             | Skandinavien                       |                                    |